# Zadruga (sastav)
Zadruga je rock sastav iz Zagorja.

## Povijest sastava
Sastav je osnovan 1990-ih u Zaboku, no još i danas ima mnogo vjernih obožavatelja. Prepoznatljivi su po tekstovima na kajkavskom narječju hrvatskog jezika koji se pretežno bave tematikom života na selu. Sve to je iskombinirano sa žestokim rifovima električne gitare. Popularni su po pjesmama "Mala Čići", "Živim u malome selu" i "Dok bil sam još tolike mlad". Do sada su objavili četiri albuma, posljednji 1999. Frontmen sastava, Krešimir Končevski posuđivao je glas Joži Mateku u Zlikavcima.

## Diskografija
- 1993. - Od blata do neba
- 1995. - Hiti se na pleća
- 1998. - ...a kak se ne bi zval
- 1999. - Zločesta djeca 2

## Članovi sastava
- Krešimir Končevski - Kreš - vokal
- Krunoslav Dobričević - Krumpa - gitara
- Nikola Herceg - Niđo - bas-gitara
- Ivica Dajak - Ico - bubnjevi
- Ivica Vrdoljak - bubnjevi do 1999.

## Vanjske poveznice
- Službena MySpace stranica